# Sarinia
 (novembre 2011).
Si vous disposez d'ouvrages ou d'articles de référence ou si vous connaissez des sites web de qualité traitant du thème abordé ici, merci de compléter l'article en donnant les références utiles à sa vérifiabilité et en les liant à la section « Notes et références ».
La société académique Sarinia (SA Sarinia) est une société d'étudiants suisse, fondée le 2 novembre 1895 à Fribourg. Elle fait partie de la Société des étudiants suisses (SES) et de l'EKV.
Elle porte les couleurs bordeaux-blanc-vert, est chrétienne et apolitique. Ses principes sont l'amitié, la science et la vertu.

## Histoire

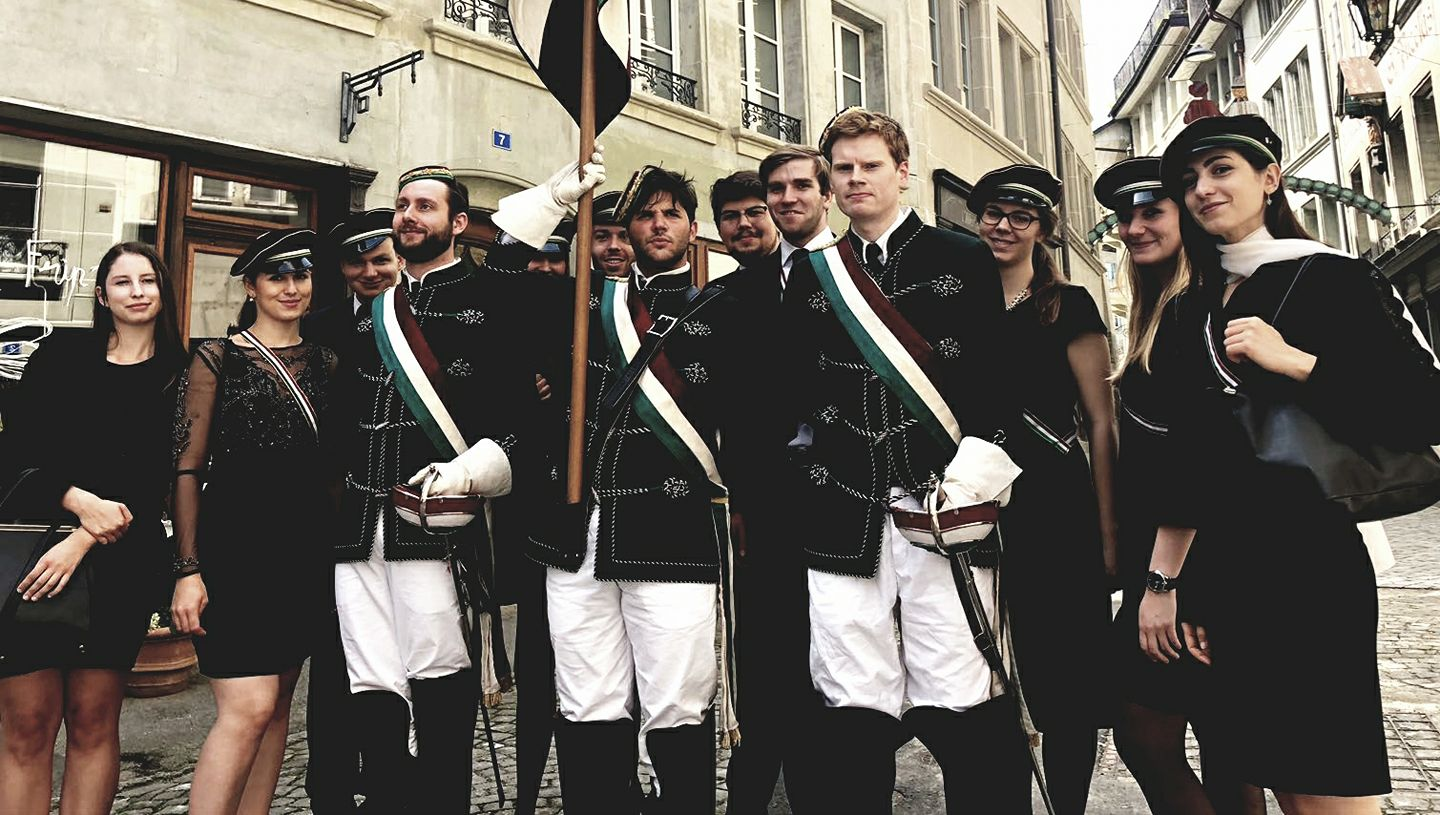
Membres de la Sarinia lors de la Fête-Dieu, en 2018.

### En bref
- 1889 : Fondation de L'Université de Fribourg et de la Romania
- 1895 : La Romania de Fribourg se scinde pour des raisons linguistiques : la Sarinia groupera les étudiants de langue française et italienne, et l'AKV Alemannia les étudiants de langue allemande
- 2 novembre 1895 : Fondation de la Sarinia
- 1897 : Les Sariniens baptisent leur première bannière, dont Georges Python et la baronne de Montenach sont les parrain et marraine
- 1902 : Fondation de l'Ancienne Sarinia
- 1914 : Nouveau drapeau
- 1916 : Les Tessinois de la Sarinia fondent la Lepontia Fribourgensis
- 1919 : Le membre Jean-Marie Musy devient Conseiller Fédéral
- 1930 : La Sarinia se dote d’un aumônier, le Père Pilloud et d’un Vereinspapa, Pierre Aeby
- 1938 : Alloys Sallin, devient le premier Président Central de la SES de la Sarinia, lors de la Fête Centrale de Fribourg
- 1940 : le membre Enrico Celio devient Conseiller Fédéral
- 21 mai 1945 : fête du cinquantenaire
- 1948 : Fête Centrale à Fribourg
- 1952 : Nouveau drapeau
- 1959 : Le membre Jean Bourgknecht devient Conseiller Fédéral
- 1963 : Femmes acceptées comme Hospes
- 1967 : Les femmes son désormais acceptées comme membres à part entière
- 1969 : Le membre Paul Torche devient Président du Conseil des États
- 2020 : Jubilé du 125e[2]

### La Romania
L'université de Fribourg fut fondée en 1889, en même temps la première société académique, la Romania, a été fondée par des anciens étudiants du Collège St. Michel.

### Fondation de la Sarinia, 1895
(septembre 2021).
Au début du semestre d’hiver 1895-1896, vu les différences de langues et de mentalités, les membres de la Romania, fondée 6 ans auparavant, lors de l’ouverture de l’Université de Fribourg, décident que les Suisses alémaniques d’une part, les Romands de l’autre, formeront deux sections distinctes.
Le 2 novembre, ces derniers, réunis au pavillon des Arcades, constituent la Sarinia, et mettent Aloys von der Weid à leur tête. Ils élaborent leurs statuts, remplacent la casquette par un béret de velours rouge foncé, orné d’une croix blanche. Lors des séances officielles, les sujets les plus divers sont abordés et, parfois, une conférence est donnée par un spécialiste. Les Sariniens sont connus pour leur vitalité par les moments de détente au Stamm, les officieuses ainsi que le journal humoristique « La Meule ». La devise de la section est « Sarinia Serenat Frontes ».
En 1897, fût le baptême de la première bannière de la Sarinia avec comme parrain, Georges Python et comme marraine, la baronne Georges de Montenach.
Dès 1902, l’Ancienne Sarinia, composée d'anciens étudiants sariniens, soutient la Sarinia moralement ainsi que financièrement.
En juillet 1914, d’entente avec les deux autres sections académiques, l’Alémannia et la Léonina (réservée aux étudiants en théologie), les sariniens célèbrent le 25e anniversaire de la fondation de la Romania. Peu après éclate la première guerre mondiale. Au cours des quatre années que dure ce conflit, les Sariniens sont à tour de rôle sous les drapeaux; une fois revenus sur les bords de la libre Sarine, ils se passionnent pour la cause des Alliés, et fraternisent avec les internes français et belges qui étudient à l’Université.
En automne 1915, les membres d’origine tessinoise s’estiment assez nombreux pour constituer la Lépontia (les deux sections sont toujours restées en excellents termes).

### Des temps troublés, 1918
En novembre 1918, juste après la sortie de la guerre, la Suisse est frappée par une grève générale qui poussa les Sariniens à s’intéresser à l’action catholique et aux problèmes sociaux. Ainsi, ils collaborent aux mouvements des jeunes conservateurs et à la création de l’Union internationale des étudiants catholiques dite Pax Romana. Cependant, la crise économique s’aggrave jusqu’en 1939 et le communisme, le fascisme et le nazisme tentent de gagner la jeunesse et plus particulièrement l’élite intellectuelle européenne. À partir des années 1930, comme la plupart des autres sections académiques, la Sarinia a son aumônier et son Vereinspapa comme guides sûrs et prudents.
Le premier aumônier sarinien fut le Père Pilloud, un dominicain. Il s’efforça de calmer les tensions entre les membres en gagnant leurs confiances. Quant au Vereinspapa, il est en quelque sorte le père de la section comme le terme bilingue l’indique. Son rôle est de les aider avec ses expériences de vie tout en assistant à leurs séances, le premier Vereinspapa était Pierre Aeby, un professeur de droit à l’Université de Fribourg.

### Ciel assombri, 1938
Fin juillet 1938, bien qu’elle se déroule dans une atmosphère internationale lourde et orageuse, la Fête centrale de Fribourg met un peu de gaieté et d’enthousiasme au cœur des Sariniens ; l’un d’eux, Aloys Sallin, accède à la haute charge de CP (Président central de la Société des Étudiants Suisses).La Deuxième Guerre mondiale éclate au début de septembre 1939 et le Général Guisan appelle militaires et civils à venir servir sous le drapeau helvétique. À tour de rôle, nombre d’étudiants sont sous les drapeaux. Néanmoins, c’est avec confiance, voire avec optimisme, que les membres de la section regardent l’avenir; deux d’entre eux secondent le Comité dans sa tâche: le commissaire politique et social, ainsi que le commissaire aux sports.
L’été 1944 voit, à Bremgarten, Henri Fragnière accéder à la présidence centrale.
Le 8 mai 1945, à la fin des hostilités, les Sariniens descendent dans la rue avec leurs camarades de l’Alma Mater et toute la jeunesse de la capitale ; ils y manifestent leur joie à leur manière.

### Fête du cinquantenaire, 1945
Le 21 mai 1945, l’Alemannia et la Sarinia fêtent ensemble leur cinquantenaire. La solennité débute par un office pontifical à la cathédrale de St-Nicolas. Au sortir de la cérémonie, un cortège parcourt les rues de Fribourg. Des demoiselles d’honneur de la section attirent l’attention des nombreux spectateurs; quelques membres forment un peloton de cavaliers; les autres entourent la calèche dans laquelle ont pris place le Conseiller fédéral Enrico Celio, Vieux-Sarinien, président du Comité d’honneur, le Conseiller d’État Joseph Piller, directeur de l’Instruction publique, et Maurice Berset, le seul des vétérans de 1895, alors encore en vie. À l’Hôtel-Suisse, au cours du banquet, les sariniens entonnent le chant du cinquantenaire sous la direction de son auteur, le chanoine Bovet. Après avoir prononcé un discours, le président, M. Bernard de Torrenté, ceint du ruban d’honneur le P. Koller, aumônier de la section, Pierre Aeby, le Vereinspapa, le Conseiller d’État Bernard de Weck, auteur de Sarinia 1895-1945, le juge cantonal Marcel Gardian, et M. René Binz, chancelier d’État.

### Incertitude, 1945
Vers 1945, les États-Unis aident l’Occident à retrouver sa prospérité; le concours de la Suisse est aussi précieux, ses usines n’arrivent qu’à peine à exécuter les commandes du dehors; c’est la haute conjoncture, on voit apparaître une société de consommation. On a besoin d’un nombre toujours plus grand d’ouvriers, pour la plupart venus d’Italie et d’Espagne, d’architectes, d’ingénieurs, de physiciens, de chimistes, d’économistes. L’Université de Fribourg, comme toutes celles de l’Europe, accueille toujours plus d’étudiants. Les uns ont de l’argent plein les poches, tout naturellement, ils s’adonnent plus aux divertissements qu’à leurs études; d’autres, plus nombreux, se heurtent à de graves difficultés financières tant les chambres, les pensions, les livres, sont chers; la Confédération, les cantons et les communes en viennent à leur octroyer des bourses d’études. Au cours de ces dernières années (surtout depuis 1968), ils désirent avec plus ou moins de véhémence des réformes dans l’enseignement et les structures universitaires. Enfin, depuis le Concile Vatican II, grave crise au sein de l’Église catholique; certains progressistes, tant dans le clergé que dans le laïcat, voudraient moderniser certaines traditions.

### Après-guerre
Dans l’ambiance de l’après-guerre, de grands changements s’opèrent peu à peu au sein de la section sarinienne. En effet, Alors qu’ils étaient encore au collège, les futurs Sariniens avaient déjà remplacé la casquette d’étudiant par un insigne, insigne qui fut à son tour abandonné. Une fois à l’Université, ils ne veulent plus se distinguer de leurs camarades. En 1958 déjà, le comité à grande peine à obtenir le port du béret un jour par semaine ; l’année suivante, il se contente de l’exiger pour l’assistance aux assemblées, mais sans grand succès ; par la suite, il n’en est plus question. Pire, dès 1964, la participation aux séances laisse elle aussi à désirer.
En 1968, la Fête centrale se déroule sur les bords de la libre Sarine. L’heure est aux questions sérieuses. Depuis mai, souffle de la France vers la Romandie un courant nouveau. Les jeunes envisagent leur participation à l’organisation des Universités suisses, la modernisation des programmes avec l’introduction de branches à option et d’exercices pratiques plus nombreux, le dialogue entre maître et élèves, une plus grande collaboration entre les diverses Hautes Écoles. À Fribourg, peu de vrais contestataires et parmi ces derniers, peu de Sariniens. Après un long et intéressant débat au sein de l’Assemblée générale, la SES adopte un Manifeste concernant la politique universitaire, remarquable par sa pondération.

### Vereinspapa et aumôniers
En 1950, Me Aloys Sallin remplace Pierre Aeby et apporte son enthousiasme et son dévouement. Il réussit souvent à apaiser les tensions lors des réunions grâce à sa modération et sa diplomatie, ce qui lui permet de gagner rapidement la sympathie des membres. Pour des raisons de santé, il renonce à sa charge en 1964 mais continue à interagir avec les étudiants en tant que président de l'Ancienne Sarinia. Son successeur, M. Laurent Butty, préfet du district de la Sarine, doit abandonner après trois ans en raison de ses obligations officielles. M. Jean Würsdörfer, sous-directeur de la Brasserie du Cardinal, lui succède comme Vereinspapa.
Plusieurs Dominicains se sont succédé comme aumônier, y compris le P. Koller, le P. Emonet (à deux reprises), le P. Louis, le P. Conus et le P. Bonvin. Malgré quelques velléités d'indépendance et un esprit de contestation chez certains membres, la majorité participe activement à l'action catholique et aux activités religieuses organisées, telles que la messe mensuelle et les retraites.

### Séances officielles
Les assemblées, quant à elles, se succèdent au même rythme que précédemment. Comme le laissent entrevoir les procès-verbaux, rien de plus gai et de plus animé. Après le protocole, plus ou moins pittoresque suivant la verve du secrétaire, vient le Billet sarinien, bref exposé d’un membre sur un sujet d’actualité (Le marché commun, la technique du lavage de cerveau, L’abus de l’alcool, etc.), suivi d’une discussion parfois fort intéressante. Oublié depuis quelques années, ce Billet sarinien mériterait d’être remis en honneur.
Autrefois la Meule jetait un peu de gaieté avant les tractanda purement administratifs. Quand et pour quelles raisons a-t-elle cessé de paraître. Faute de documents à l’appui, on ne peut le préciser; en tout cas déjà avant 1960, puisque, en cette dernière année, on tente, mais sans succès, de la faire tourner à nouveau.
En revanche, les langues sont bien pendues, bien aiguisées, et, parfois, le président a quelque peine à dominer la situation. À maintes reprises, l’élection de ce dernier s’accompagne d’intrigues, sinon de cabales; d’autres fois, le candidat s’impose par ses qualités personnelles; ainsi celui du semestre d’hiver 1960-1961. Chaque membre, ou presque, intervient dans les débats. "Après de multiples interventions, après des motions et des contre-motions par poignées, accompagnées ’applaudissements, d’invectives et de rires" (comme le relate un procès-verbal!), sonne l’heure de la clôture des débats. Malgré cet entrain, il arrive, en particulier au cours de cette dernière décennie, que nombre de membres, parfois un tiers, brillent par leur absence.

## La société

### Section
La section se fédère de l'Active et l'Ancienne.

### Scissions
Depuis sa création, la SES vit une croissance de ses membres. En Suisse, le nombre de sections à la veille de la Première Guerre mondiale s’élevait à 26. En 1916, les membres tessinois de la Sarinia s’estimèrent suffisamment nombreux pour constituer la Lépontia Friburgensis.
Durant, l’entre-deux guerre, la SES connu une fulgurante progression du nombre de ses Actifs. Le nombre de sections s’accrut. En raison de son succès à la SES, la société limita l’adhésion de nouveaux membres et procéda à des sélections. Dans ce contexte, la création de nouvelles sections permettait l’augmentation de certaines. C’est pourquoi, en 1932, la Sarinia tenta, mais en vain, la création d’une société fille : la Vigilia.
À la sortie de la guerre, les choses changent, se transforment et évoluent. De nouvelles mentalités apparaissent. L’Université de Fribourg, comme toutes celles d’Europe, accueille de plus en plus d’étudiants. Dans les années 60, de nouvelles transformations voient le jour, un changement de conscience s’opère, et petit à petit, les étudiantes sont acceptées au sein de la SES comme membre à part entière. Dans ce contexte, une scission s’opère dans la Sarinia, une nouvelle section francophone, à l’université de Fribourg, voit le jour en 1969 : La Romandia. Toutefois, la nouvelle section ne vivra que quelques années, jusqu’en 1974, par faute d’admissions durant les années 70.
En 2002, une nouvelle scission s’opérera dans la Sarinia et donnera naissance à la Sancta-Johanna. Celle-ci a été désactivée en 2015.

### Stamm
- 1895, les Arcades
- Le Pérolles
- 1967, Restaurant de la Paix
- Le Gothard
- Hôtel de la Rose
- 1993 l'Hôtel de Ville
- 2007, Le Chasseur
- 2011, Le Gothard
- 2012, Le Tunnel
- 2013, L'Aigle Noir

### Couleurs
Les couleurs du ruban de Bursch sont bordeaux-blanc-vert avec une percussion d'or. Les Füchse portent le ruban bordeaux-blanc. Ils ne peuvent porter en plus le ruban de la SES que durant la Fête Centrale au cours de laquelle ils sont reçus dans la SES.
Le ruban part de l'épaule droite en biais sur la poitrine, le rouge vers le haut, sous réserve de l'appartenance au Comité central.
Les sariniens portent un béret avachi de velours bordeaux, liseré d'or, orné d'une croix blanche au-dessus au centre. Il penche à droite. Les inactifs et les anciens peuvent porter un "Töneli", aussi orné d'une croix blanche au-dessus au centre.
Le Président porte ses insignes de Bursch, le ruban de l'Alemannia Fribourg (société sœur), croisé par-dessus le ruban de l'A.V. Cheruskia im CV zu Tübingen (société amie) et celui de la K.St.V. Ludovicia Augsburg et le ruban présidentiel qui porte l'inscription de la devise sarinienne.
Le Fuchsmajor porte ses insignes de Bursch et, croisé par-dessus, un ruban de Fuchs.

### Membres
Les membres de la section sont les Anciens, les Burschen, les Füchse, les Inactifs, les Extra-locaux et les Hospes, de sexe masculin ou féminin.

### Couleurstrophen
Ses membres montrent leur affection pour la Sarinia en chantant les couleurstrophen :
Ton nom doux comme les yeux d'amie, porte partout le bonheur, 

Toi qui comme une amante jolie, Sarinia, fais vibrer nos cœurs, 

A toi nos chansons légères que nous semons dans Fribourg, 

A toi nous levons nos verres, à toi nos vœux, nos amours. 
Les Füchse chantent pour montrer leur fidélité à la société:
Nous Füchse nous sommes la phalange, l'espérance des anciens, 

notre ardeur est sans mélange,nous serons votre soutiens, 

amitié, vertu, science, serons pour nous mots sacrés, 

nous saurons dans l'espérance, faire triompher la gaieté! (bis)

### Drapeaux
- 1897, 1er drapeau, dont les parrain et marraine sont Georges Python et la baronne de Montenach
- 1914, drapeau
- 1952, drapeau, dont les parrain et marraine sont M. Paul de Courten et Mme Sallin
- 1970, drapeau, dont le parrain est Henri Fragnière
- depuis 2011, drapeau, dont les parrains sont les membres de l'Ancienne Sarinia

### Vereinspapa
- 1930 Pierre Aeby, professeur de Droit
- 1950 Aloys Sallin
- 1964 Laurent Butty
- 1967 Jean Würsdörfer
- Pierre Kaeser
- Jacques Piller
- 2004 Christian Wicht v/o Chindà
- 2024 Ludovic Loretan v/o Cartouche

### Aumôniers
- 1930 Père Pilloud
- Père Koller
- Père Emonet
- Père Louis
- Père Conus
- Père Bonvin
- Nicolas-Pierre Maillat v/o Torquemada
- 2013 Jean Hervé Mas v/o  Metua (ad interim)
- 2015 Abbé Dominique Rimaz v/o Pendolino
- actuel : Abbé Jacques Papaux v/o Churchill

### Présidents centraux de la SES
- 1938 Aloys Sallin
- 1944 Henri Fragnière
- José Python
- Paul Torche
- 1948 Georges Guisolan
- 1958 Jean-Marie Closuit
- 1966 François Lachat
- 1979 Raymond Loretan v/o Bruno
- 1984 Jean-Paul Andenmatten v/o Biberon
- 2008 Emmanuel Kilchenmann v/o Décathlon
- 2015 Christophe Aeby v/o Archimède
- 2023 Nicolas Vaudano v/o Aslan

### Membres célèbres
- 1919 Jean-Marie Musy (ancien Conseiller fédéral)
- 1940 Enrico Celio (ancien Conseiller fédéral)
- 1957 Antonin Scalia (Hospes) (Juge à la Cour suprême des États-Unis)
- 1959 Jean Bourgknecht (ancien Conseiller fédéral)
- Roger Bonvin (membre d’honneur) (ancien Conseiller fédéral)
- Paul de Courten (ancien Conseiller national)
- 1928 Paul Torche, président du conseil des État en 1969
- 1974 Jean-René Fournier v/o Phantome (Conseiller aux États, président du Conseil des États)
- 1975 Dominique de Buman v/o Petit Suisse (Conseiller national, ancien président du Conseil national)